# List auf Sylt
List auf Sylt Németország legészakibb települése, Schleswig-Holstein tartományban. Lakosainak száma 1680 fő (2023. december 31.).

## Fekvése
A Sylt szigetén fekvő település.

## Népesség
A település népességének változása:
| Lakosok száma | 3709 | 2552 | 1561 | 1484 | 1493 | 1557 | 1618 | 1680 |
|               | 1975 | 2010 | 2014 | 2017 | 2019 | 2021 | 2022 | 2023 |